# Майолати Спонтини
Майола̀ти Спонтѝни (на италиански: Maiolati Spontini, до 1939 г. само Maiolati, Майолати) е градче и община в Централна Италия, провинция Анкона, регион Марке. Разположено е на 405 m надморска височина. Населението на общината е 6199 души (към 2010 г.).